# City Club
City Club bila je muzička emisija koja se emitovala na tv Pinku gde su nastupali poznati City Records pevači. Prvu postavu emisije činila je Biljana Obradović a kasnije joj se pridružio i Boško Jakovljević i mnogi drugi poznati voditelji.

## Emisije
Emisija je počela sa emitovanjem 4. decembra 1998. godine a emisije su se emitovale u večernjim časovima. U svakoj emisiji su bili različiti gosti, a kada je doček nove godine tada bi bili pozvani svi pevači i pevali bi svoje najveće hitove koji su obeležili njihovu karijeru  i hitove koje su izbacili u toj godini.

## Voditelji emisije
- Biljana Obradović - novinarka, voditeljka koja je kasnije imala svoju autorsku emisiju Biljana za Vas, a potom postala potparol FK Partizan
- Boško Jakovljević - voditelj, novinar, maneken, modni dizajner
- Aleksandra Jeftanović - novinarka i voditeljka rijalitija Farma
- Marija Maćić - voditeljka i supruga košarkaša Dragana Tarlaća.
- Bojana Janković - bivša voditeljka, manekenka, završila je fakultet političkih nauka, supruga je pevača Ognjena Jankovića i sestra joj je model Ivana iz rijalitija Veliki Brat
- Ivana Baltić - voditeljka na tv Pink
- Stanko Škugor - bivši voditelj koji se odselio iz Srbije i doktorirao u Nemačkoj

## Pevači
U City Clubu se proslavilo preko 500. pevača a neki od najpoznatijih su:
- - Arijana Katavić
  - Alka Vuica
  - Ašhen Ataljac
  - Aleksandra Radović
  - Aleksandra Kovač
  - Amra Halebić
  - Acapulco Band
  - Axel
  - Ana Djolić
  - Ana Kokić
  - Aca Lukas
  - Aco Pejović
  - Azis
  - Aleksandra Perović
  - Anastasija Budjić
  - Amadeus Band
  - Ana Nikolić
  - Ana Stanić
  - Anabela Atijas
  - Baki B3
  - Bajone
  - Bora Čorba
  - Beat Street
  - Beso De Loco Band
  - Bajaga i instruktori
  - Baja Mali Knindža
  - Biber
  - Barbarella
  - Boris Novković
  - Boban Rajović
  - Bojan Bjelić
  - Boris Režak
  - Baša
  - Brzi
  - Buba Miranović
  - Biljana Bralić
  - Bebi Dol
  - Bojana Barović
  - BONY & CLYDE
  - Beauty Queens
  - Ceca Ražnatović
  - Ceca Slavković
  - Ćana
  - Ćemo
  - Colonia
  - CYA
  - Claudia
  - Crvena jabuka
  - Dado Polumenta
  - Dragan Kojić Keba
  - Dana Karić
  - DnD
  - DND
  - Danijel Đokić
  - Danijel Đurić
  - Deen
  - Dee Monk
  - Danijela Vranić
  - Dobar loš zao
  - Dara Bubamara
  - Dajana Penezić
  - Dino Merlin
  - Duck
  - Dača Duck
  - Dr Iggy
  - Dunja Ilić
  - Dunja Flash
  - Danijela Martinović
  - Doris Dragović
  - DING-DONG
  - Dženan Lončarević
  - Džej
  - DJ Krmak
  - Đole Đogani
  - Đogani
  - Đani
  - Đus
  - Ena Popov
  - Ena Radulovć
  - Ella B
  - ET
  - Electro Team
  - Eleonora
  - Emina Jahović
  - Energija
  - Esma Redžepova
  - Fantastic Band
  - Flame
  - Feeling
  - Flamingosi
  - Funky G
  - Frenky
  - Fancy
  - Frajle
  - Glorija
  - Gala
  - Goca Tržan
  - Goga Sekulić
  - Goga Filipović
  - Goran Karan
  - Goran Vukošić
  - Gru
  - Hari Mata Hari
  - Hani
  - Husa Alijević
  - Idoli
  - In vivo
  - Indira Radić
  - Ivan Gavrilović
  - Irina 2HOT
  - Istok Zapad
  - Iva
  - Ivana Šašić
  - Irina Kolin
  - Igor Maljukanović
  - Ivana Brkić
  - Ivana Banfić
  - Ivana Jordan
  - Ivana Ćosić
  - Indira Levak
  - Indy
  - Jadranka Barjaktarović
  - Jasna Gospić
  - Jami
  - Jana
  - Jelena Jevremović
  - Jelena Tomašević
  - Jellena
  - Jelena Karleuša
  - Jelena Rozga
  - Jelena Tomić Nina
  - Jelena Kostov
  - Jovana Tipšin
  - Jovana Perišić
  - Jovana Pajić
  - Juice
  - JOY
  - Kaliopi
  - Kristina Kovač
  - Kibo Maestro
  - K2
  - Katarina Sotirović
  - Katarina Živković
  - Katarina Gruić
  - Koktel Band
  - Ksenija Mijatović
  - Xenija Pajčin
  - Knez
  - Kazna za uši
  - Karma
  - Leo
  - Lana
  - Lina Bumbar
  - Lina
  - Leontina
  - Lexington Band
  - Love Hunters
  - Luna
  - Luna 011
  - LOLIPOP
  - Luis
  - Laboratorija zvuka
  - Magazin
  - Maya Berović
  - Mile Kitić
  - Ministarke
  - Milena Ćeranić
  - Milica Todorović
  - Maja Marković
  - Magla Bend
  - Maja Nikolić
  - Mari Mari
  - Mina Kostić
  - Marija Šerifović
  - Marina Tadić
  - Marko Bulat
  - Marko Dinčić
  - Mirjana
  - Mars Venus
  - Marko Mandić
  - Massimo Savić
  - Maya Sar
  - Mega Bend
  - Montenigers
  - Mia Borisavljević
  - Maja Marijana
  - Milan Stanković
  - Milena Vućić
  - Miligram
  - Miki Mećava
  - Minea
  - Mira Škorić
  - Mišo Kovač
  - Moby Dick
  - Models
  - Mag
  - Moje3
  - Nataša Bekvalac
  - Negative
  - NBG
  - Nina Badrić
  - Neda Ukraden
  - Nela Vidaković
  - Neven Živančević
  - Natalija Trik Fx
  - Nele Karajlić
  - Nevena Azemović
  - Nadja Jokić
  - Nino Rešić
  - Nedeljko Bajić Baja
  - Novi Fosili
  - Ognjen Amidžić
  - OK Band
  - Olja Karleuša
  - Olja Bajrami
  - Oliver Mandić
  - Olivera Arandjelović
  - Oktobar 1864
  - Osvajači
  - Petar Grašo
  - Piloti
  - Plavi orkestar
  - Projekat Band
  - Power team
  - Prti Bee Gee
  - Radovan Lalin
  - Ružica Čavić
  - Riblja Čorba
  - Romana
  - Smak
  - Sinan Sakić
  - Sergej Ćetković
  - Srdjan Jul
  - Šako Polumenta
  - Saša Kovačević
  - Saša Vasić
  - Sindi
  - Severina
  - Seka Aleksić
  - Sanja Đorđević
  - Sanja Maletić
  - Sanja Savić
  - Slavica Ćukteraš
  - Sladjana Milošević
  - Sladjana Ristić
  - Sandro
  - Seven Up
  - Senka
  - Sani Trik Fx
  - Sha-ila
  - Slađa Delibašić
  - Sladja Allegro
  - Scandal
  - Sexpress
  - Srebrna krila
  - Selma Bajrami
  - Stoja
  - Sandra Rešić
  - Sandra Meljičenko
  - Snežana Nena Nešić
  - Tamara Filipović
  - Tanja Banjanin
  - Tap 011
  - Tina Ivanović
  - Teška Industrija
  - Tanja Savić
  - Tijana Dapčević
  - Tony Cetinski
  - Toše Proeski
  - Tribal band
  - Trik Fx
  - Tropico Band
  - Twins
  - Tonny Montano
  - Trio Passage
  - Vesna Pisarović
  - Viki Miljković
  - Vanesa Šokčić
  - Vesna Rivas
  - Vesna Zmijanac
  - Vesna Djogani
  - Voodoo Popeye
  - Vendi
  - Valentino
  - Vox
  - Vanna
  - VIP
  - Zana
  - Zlata Petrović
  - Zorana Pavić
  - Zorica Brunclik
  - Zorica Marković
  - Zerina
  - Željko Joksimović
  - Željko Samardžić
  - Željko Šašić
  - Željko Vasić
  - W-Ice
  - 187
  - 357
  - 2HOT